# 泉町 (板橋區)
泉町（日语：／）是日本東京都板橋區的町名。全域已實施住居表示。郵遞區號174-0055。

## 地理
位於板橋區東部。北鄰大原町、東接蓮沼町、東南連清水町、南通宮本町、西臨前野町。町域東邊有國道17號（中山道）通過。首都高速5號池袋線從本町東南側中山道上轉向穿越町域中央。町內主要為住宅區，並有少數工廠。

### 地形
位於武藏野台地成增台的台地上。相當於前野町至泉町的志村地區崖線（がいせん）後背部谷戶地形東端。首都高速道路的高架橋便沿著谷地興建。相對於地勢高低落差大的志村、前野町，本地地勢較為和緩，僅出井之泉公園附近的窪地的高低差較為明顯。

## 歷史
廢藩置縣實施前，本地屬武藏國豐島郡前野村與小豆澤村，是中山道沿線的小聚落。

### 沿革
- 1602年（慶長7年）：德川家康命令整備中山道。
- 1871年（明治4年）：浦和縣編入東京府。實施大區小區制（日语：大区小区制）。
- 1878年（明治11年）：依據郡區町村編制法（日语：郡区町村編制法）設置北豐島郡，本地屬東京府北豐島郡前野村與小豆澤村。
- 1889年（明治22年）4月1日：施行市制町村制，本地與志村合併，為東京府北豐島郡志村大字前野與大字小豆澤。
- 1932年（昭和7年）10月1日：東京府內市郡合併，板橋區成立，本地屬東京府東京市板橋區志村清水町與志村小豆澤町（1943年8月1日施行東京都制（日语：東京都制））。
- 1935年（昭和10年）：中山道拓寬、新道（國道17號）建設工程完工。[6]
- 1944年（昭和19年）：都電志村線（日语：都電志村線）開通，開設蓮沼町停留場。[7]
- 1961年（昭和36年）5月1日：地番整理，志村清水町與志村小豆澤町部分區域整編為泉町。[8]
- 1966年（昭和41年）5月28日：都電志村線廢止（最後運行日）。
- 1968年（昭和43年）12月27日：都營地下鐵6號線開通，本蓮沼站開業。
- 1977年（昭和52年）8月19日：首都高速5號池袋線北池袋出入口 - 高島平出入口（日语：高島平出入口）通車。
- 2002年（平成14年）：出井之泉公園（日语：出井の泉公園）整備。

### 地名由來
地名源自於現在出井之泉公園內的出井之泉。出井之泉在江戶時代與藥師之泉（小豆澤村）、見次之泉（前野村）同為志村名泉。

## 戶數與人口
2017年（平成29年）12月1日的戶數與人口如下。
| 町丁 | 戶數    | 人口    |
| ---- | ------- | ------- |
| 泉町 | 1,768戶 | 3,194人 |

## 中、小學校學區
區立中、小學校學區如下。
| 番地 | 小學校                 | 中學校                 |
| ---- | ---------------------- | ---------------------- |
| 全域 | 板橋區立志村第一小學校 | 板橋區立志村第一中學校 |

## 交通

### 鐵道
- 東京都交通局
  - 都營地下鐵三田線：本蓮沼站

### 巴士
- 國際興業巴士（日语：国際興業バス） ※省略出入庫的區間運轉系統。
  - 本蓮沼站
    - 赤51：經西丘往赤羽站西口／經太陽城往池袋站東口
    - 赤57：經隧道往赤羽站西口／往日大醫院
    - 池20：往池袋站西口／往高島平操車場
    - 池21：往池袋站西口／往高島平站

### 道路
- 國道17號（中山道）
- 首都高速5號池袋線：沒有出入口。

## 設施
- 板橋區立志村第一小學校
- 出井之泉公園（日语：出井の泉公園）
- 板橋區立清水圖書館（日语：板橋区立図書館）

## 史跡
- 大山不動石柱跡

## 備註
1. 1 2  . 板橋区. 2017-12-01  [2017-12-11]. （原始内容存档于2017-12-11）.
2. 1 2  . 日本郵便.   [2017-12-11]. （原始内容存档于2017-12-12）.
3. ↑  . 総務省.   [2017-12-11]. （原始内容存档于2018-04-21）.
4. 1 2 3 4 5  『角川日本地名大辞典 13　東京都』、角川書店、1991年再版、P792
5. ↑  『いたばしの地名』板橋区教育委員会、1995年、P124
6. ↑  板橋区ホームページ「平成27年度板橋区土木白書　第1章　区道の歴史」（PDFファイル） （页面存档备份，存于）
7. ↑  「日本鉄道旅行地図帳　5号　東京」（新潮社・2008年）41頁
8. ↑  .   [2020-09-06]. （原始内容存档于2016-07-13）.
9. ↑  . 板橋区. 2017-07-31  [2017-12-11]. （原始内容存档于2017-12-11）.

## 外部連結
- 板橋區 （页面存档备份，存于）